# Letní olympijské hry mládeže 2018
Letní olympijské hry mládeže 2018, oficiálně III. letní olympijské hry mládeže (španělsky Juegos Olímpicos de la Juventud de 2018), se konaly v argentinském Buenos Aires. Zahajovací ceremoniál se uskutečnil 6. října 2018 v městském obelisku, zakončení pak proběhlo 18. října 2018.
S hrami byla, jako při minulých Letních olympijských hrách mládeže, spojena nauka o kultuře a účastníci se vzdělávali ve výukových centrech. Premiéru měly tři nově zařazené sporty. 

## Volba pořadatele
O kandidaturu na pořadatelství her zažádalo šest měst, která 1. března 2012 poslala svou kandidaturu. Město Poznaň 8. října 2012 stáhlo svou nabídku z důvodu nedostatku financí. Dne 13. února 2013 vybral Mezinárodní olympijský výbor tři kandidátská města.
- Buenos Aires
- Medellín
- Glasgow
- Rotterdam
- Guadalajara
- Poznaň

Dne 4. července 2013 bylo během zasedání MOV v Lausanne zvoleno za hostitelské město Buenos Aires.
| Město        | Stát               | První kolo | Druhé kolo |
| ------------ | ------------------ | ---------- | ---------- |
| Buenos Aires | Argentina          | 40         | 49         |
| Medellín     | Kolumbie           | 32         | 39         |
| Glasgow      | Spojené království | 13         | —          |

## Olympijská sportoviště
Všechna místa byla rozdělena do čtyřech zón, které dělají takzvaný Olympijský koridor.

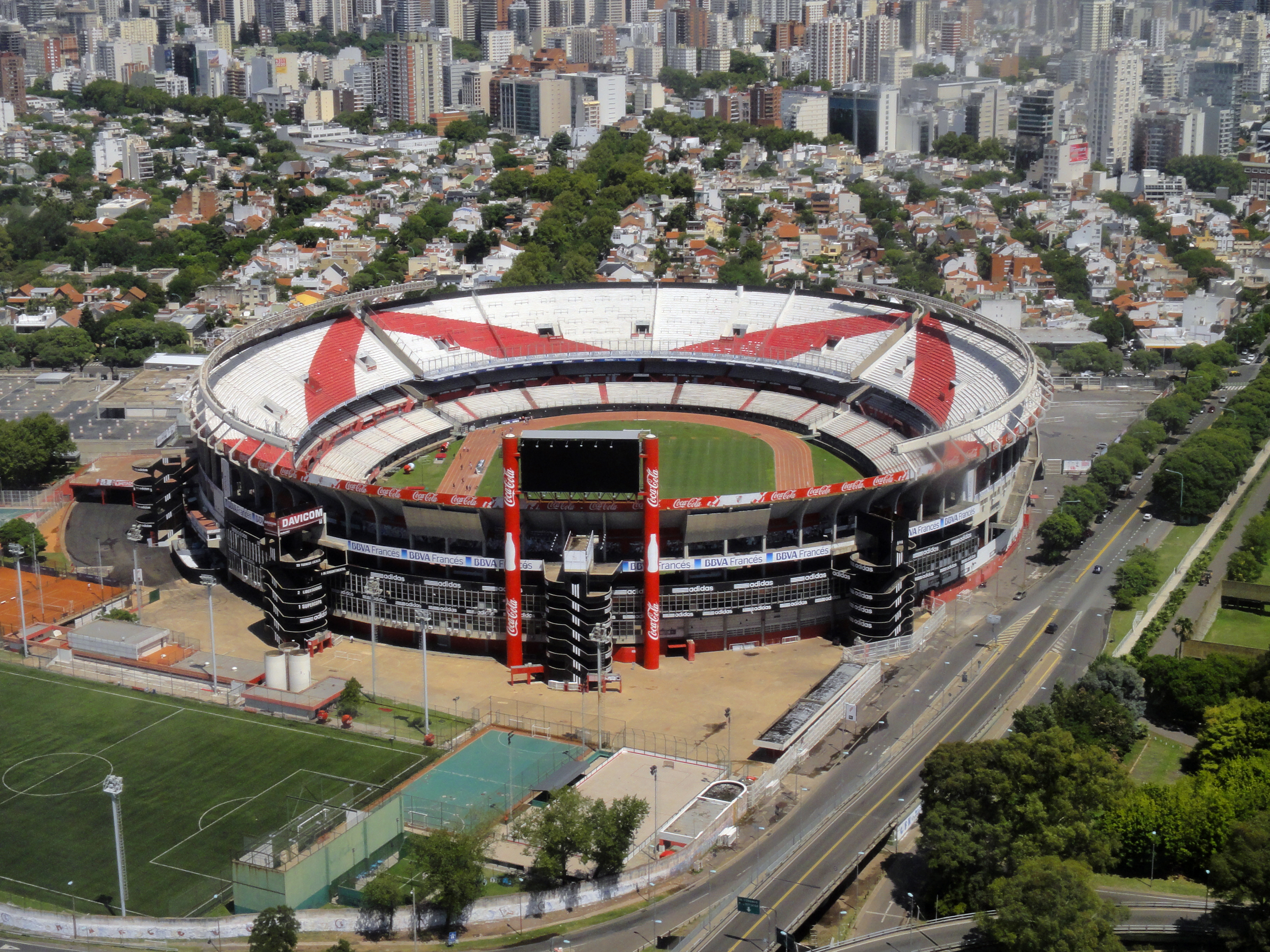
River Plate Stadium

### Green Cluster
- River Plate Stadium (slavnostní zahájení a zakončení LOHM 2018)
- Tiro Federal (střelba)
- Microestadio Club Atlético River Plate (basketbal)
- Gimnasia y Esgrima de Buenos Aires (pozemní hokej, ragby)
- Parque Tres de Febrero (triatlon, plážová házená, plážový volejbal, cyklistika)
- Argentine Equestrian Club (jezdectví)

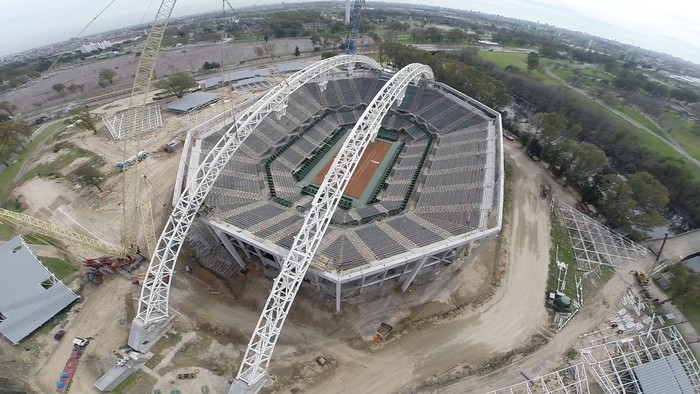
Roca Park Stadium

### Roca Cluster
- Roca Park Stadium (tenis)
- Parque Polideportivo Roca (atletika)
- Parque Polideportivo Roca (lukostřelba, plavání, skoky do vody, moderní pětiboj)
- Predio Ferial Olímpico (box, šerm, gymnastika, judo, stolní tenis, taekwondo, vzpírání, zápas, futsal, badminton)

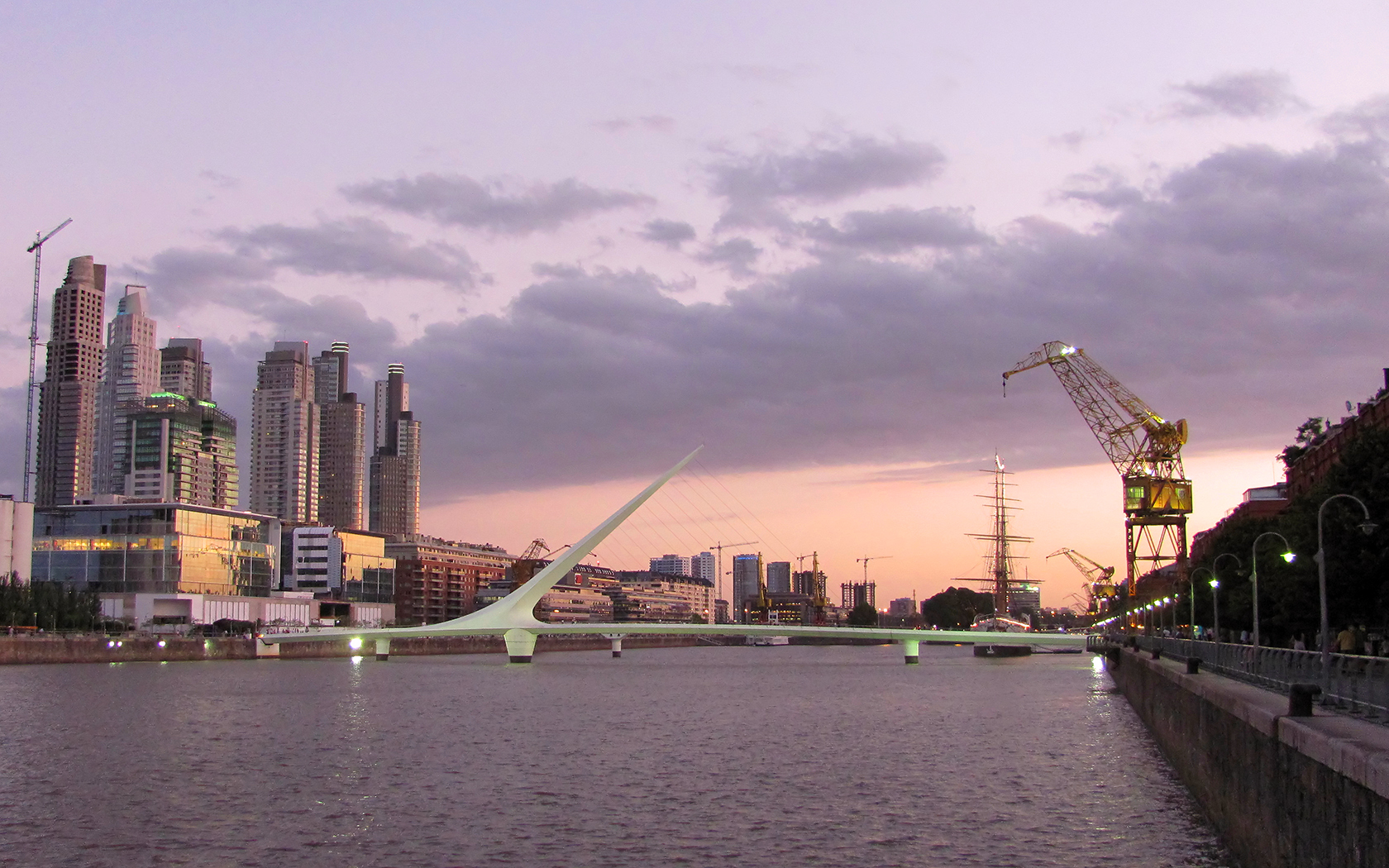
Puerto Madero hostilo disciplíny tří vodních sportů

- Golf Club José Jurado (golf)

### Water Cluster
- Doky 1 a 2 (kanoistika)
- Doky 3 a 4 a Buenos Aires Yacht Club (veslování)
- Dársena Norte (jachting)

### Cycling Cluster
- Parque Sarmiento (cyklistika/BMX, cyklistika/MTB)

## Soutěže
Na Hrách se konaly soutěže ve 31 sportovních odvětvích. MOV schválil 6. prosince 2016 k 28 sportům také další tři: karate, sportovní lezení (kombinace tří disciplín) a taneční sport.

### Sportovní odvětví
| - Atletika - Badminton - Basketbal - Box - Cyklistika - Futsal - Golf - Gymnastika | - Plážová házená - Jachting - Jezdectví - Judo - Kanoistika - Karate - Lukostřelba - Moderní pětiboj | - Pozemní hokej - Plavání - Plážový volejbal - Ragby - Skoky do vody - Sportovní lezení - Sportovní tanec - Stolní tenis | - Střelba - Šerm - Taekwondo - Tenis - Triatlon - Veslování - Vzpírání - Zápas |

### Kalendář soutěží
| UC | Úvodní ceremoniál | ● | Soutěžní den disciplíny | 1 | Finále disciplíny | ZC | Závěrečný ceremoniál |

| Říjen                 | 6. So | 7. Ne | 8. Po | 9. Út | 10. St | 11. Čt | 12. Pá | 13. So | 14. Ne | 15. Po | 16. Út | 17. St | 18. Čt | Finále |
| --------------------- | ----- | ----- | ----- | ----- | ------ | ------ | ------ | ------ | ------ | ------ | ------ | ------ | ------ | ------ |
| Ceremoniály           | UC    |       |       |       |        |        |        |        |        |        |        |        | ZC     |        |
| Atletika              |       |       |       |       |        | ●      | ●      | ●      | 8      | 17     | 13     |        |        | 38     |
| Badminton             |       | ●     | ●     | ●     | ●      | ●      | 3      |        |        |        |        |        |        | 3      |
| Basketbal             |       | ●     | ●     | ●     | ●      | ●      | ●      | ●      | ●      | 2      | ●      | 2      |        | 4      |
| Box                   |       |       |       |       |        |        |        |        | ●      | ●      | ●      | 5      | 8      | 13     |
| Cyklistika            |       | 1     |       |       | ●      | 1      |        | ●      | ●      | ●      | ●      | 2      |        | 4      |
| Futsal                |       | ●     | ●     | ●     | ●      | ●      | ●      | ●      |        | ●      |        | 1      | 1      | 2      |
| Golf                  |       |       |       | ●     | ●      | 2      |        | ●      | ●      | 1      |        |        |        | 3      |
| Gymnastika            |       | ●     | ●     | ●     | 1      | 1      | 1      | 4      | 4      | 5      | 1      |        |        | 17     |
| Inline rychlobruslení |       | ●     | 2     |       |        |        |        |        |        |        |        |        |        | 2      |
| Jachting              |       | ●     | ●     | ●     | ●      | ●      | 2      | 3      |        |        |        |        |        | 5      |
| Jezdectví             |       |       | ●     | 1     |        |        | ●      | 1      |        |        |        |        |        | 2      |
| Judo                  |       | 3     | 3     | 2     | 1      |        |        |        |        |        |        |        |        | 9      |
| Kanoistika            |       |       |       |       |        |        | 2      | 2      |        | 2      | 2      |        |        | 8      |
| Karate                |       |       |       |       |        |        |        |        |        |        |        | 3      | 3      | 6      |
| Lukostřelba           |       |       |       |       |        |        | ●      | ●      | 1      | ●      | 1      | 1      |        | 3      |
| Moderní pětiboj       |       |       |       |       |        |        | ●      | 1      | 1      | ●      | 1      |        |        | 3      |
| Plavání               |       | 3     | 8     | 5     | 7      | 4      | 9      |        |        |        |        |        |        | 36     |
| Plážová házená        |       |       |       | ●     | ●      | ●      | ●      | ●      | 2      |        |        |        |        | 2      |
| Plážový volejbal      |       | ●     | ●     | ●     | ●      | ●      | ●      | ●      | ●      | ●      | ●      | 2      |        | 2      |
| Pozemní hokej         |       | ●     | ●     | ●     | ●      | ●      | ●      | ●      | 2      |        |        |        |        | 2      |
| Ragby                 |       |       |       |       |        |        |        | ●      | ●      | 2      |        |        |        | 2      |
| Skoky do vody         |       |       |       |       |        |        |        | 1      | 1      | 1      | 1      | 1      |        | 5      |
| Sportovní lezení      |       | ●     | ●     | 1     | 1      |        |        |        |        |        |        |        |        | 2      |
| Stolní tenis          |       | ●     | ●     | ●     | 2      |        | ●      | ●      | ●      | 1      |        |        |        | 3      |
| Střelba               |       | 1     | 1     | 1     | 1      | 1      | 1      |        |        |        |        |        |        | 6      |
| Šerm                  |       | 2     | 2     | 2     | 1      |        |        |        |        |        |        |        |        | 7      |
| Taekwondo             |       | 2     | 2     | 2     | 2      | 2      |        |        |        |        |        |        |        | 10     |
| Taneční sport         |       | ●     | 2     |       | ●      | 1      |        |        |        |        |        |        |        | 3      |
| Tenis                 |       | ●     | ●     | ●     | ●      | ●      | ●      | 2      | 3      |        |        |        |        | 5      |
| Triatlon              |       | 1     | 1     |       |        | 1      |        |        |        |        |        |        |        | 3      |
| Veslování             |       | ●     | ●     | 2     | 2      |        |        |        |        |        |        |        |        | 4      |
| Vzpírání              |       | 2     | 2     | 2     |        | 2      | 2      | 2      |        |        |        |        |        | 12     |
| Zápas                 |       |       |       |       |        |        | 5      | 5      | 5      |        |        |        |        | 15     |
| Celkem disciplín      |       | 15    | 23    | 18    | 18     | 15     | 25     | 23     | 25     | 31     | 19     | 20     | 9      | 241    |
| Kumulativní součet    |       | 15    | 38    | 56    | 74     | 89     | 114    | 137    | 162    | 193    | 212    | 232    | 241    | 241    |
| Říjen                 | 6. So | 7. Ne | 8. Po | 9. Út | 10. St | 11. Čt | 12. Pá | 13. So | 14. Ne | 15. Po | 16. Út | 17. St | 18. Čt | Finále |

## Pořadí národů
| Pořadí | Země                         | Zlato | Stříbro | Bronz | Celkem |
| ------ | ---------------------------- | ----- | ------- | ----- | ------ |
| 1      | Rusko (RUS)                  | 29    | 18      | 12    | 59     |
| 2      | Čína (CHN)                   | 18    | 9       | 19    | 46     |
| 3      | Japonsko (JPN)               | 15    | 12      | 12    | 39     |
| —      | Smíšené družstvo             | 13    | 13      | 13    | 39     |
| 4      | Maďarsko (HUN)               | 12    | 7       | 5     | 24     |
| 5      | Itálie (ITA)                 | 11    | 10      | 13    | 34     |
| 6      | Argentina (ARG)              | 11    | 6       | 9     | 26     |
| 7      | Írán (IRI)                   | 7     | 3       | 4     | 14     |
| 8      | Spojené státy americké (USA) | 6     | 5       | 17    | 28     |
| 9      | Francie (FRA)                | 5     | 15      | 7     | 27     |
| 10     | Ukrajina (UKR)               | 5     | 7       | 6     | 18     |
| 21     | Česko (CZE)                  | 3     | 3       | 5     | 11     |

## Čeští medailisté
Česká výprava čítala 53 sportovců a získala 11 cenných kovů:
Zlatá medaile
- Barbora Seemanová – plavání, 100 m volný způsob [4]
- Barbora Seemanová – plavání, 50 m volný způsob [5]
- Barbora Malíková – atletika, běh na 400 m[6]

Stříbrné medaile
- Martin Bezděk – judo, do 81 kg[7]
- Martin Bezděk – judo, smíšená družstva[8]
- Kateřina Galíčková – basketbal, střelba na koš[9]

Bronzové medaile
- František Polák – vzpírání, do 56 kg[7]
- Veronika Bieleszová – šerm, dívčí kord[10]
- Barbora Seemanová – plavání, 200 m volný způsob [11]
- Jiří Minařík – rychlostní kanoistika, sprint s otočkou[12]
- Martin Florian – atletika, hod oštěpem[13]